# Liste des épisodes de Friends
Cette page recense la liste des épisodes de la série télévisée américaine Friends.

## Première saison (1994-1995)
1. Celui qui déménage (The One Where Monica Gets A New Roommate)
2. Celui qui est perdu (The One With the Sonogram at the End)
3. Celui qui a un rôle (The One With the Thumb)
4. Celui avec George (The One With George Stephanopoulos)
5. Celui qui lave plus blanc (The One With the East German Laundry Detergent)
6. Celui qui est verni (The One With the Butt)
7. Celui qui a du jus (The One With the Blackout)
8. Celui qui hallucine (The One Where Nana Dies Twice)
9. Celui qui parle au ventre de sa femme (The One Where Underdog Gets Away)
10. Celui qui singeait (The One With the Monkey)
11. Celui qui était comme les autres (The One With Mrs. Bing)
12. Celui qui aimait les lasagnes (The One With the Dozen Lasagnas)
13. Celui qui fait des descentes dans les douches (The One With the Boobies)
14. Celui qui avait un cœur d'artichaut (The One With the Candy Hearts)
15. Celui qui pète les plombs (The One With the Stoned Guy)
16. Celui qui devient papa – 1re partie (The One With Two Parts – Part 1)
17. Celui qui devient papa – 2e partie (The One With Two Parts – Part 2)
18. Celui qui gagnait au poker (The One With All The Poker)
19. Celui qui a perdu son singe (The One Where the Monkey Gets Away)
20. Celui qui a un dentiste carié (The One With the Evil Orthodontist)
21. Celui qui avait un singe (The One With the Fake Monica)
22. Celui qui rêve par procuration (The One With the Ick Factor)
23. Celui qui a failli rater l'accouchement (The One With the Birth)
24. Celui qui fait craquer Rachel (The One Where Rachel Finds Out)

## Deuxième saison (1995-1996)
1. Celui qui a une nouvelle fiancée (The One With Ross's New Girlfriend)
2. Celui qui détestait le lait maternel (The One With The Breast Milk)
3. Celui qui est mort dans l'appart du dessous (The One Where Heckles Dies)
4. Celui qui avait viré de bord (The One With Phoebe's Husband)
5. Celui qui se faisait passer pour Bob (The One With Five Steaks And An Eggplant)
6. Celui qui a oublié un bébé dans le bus (The One With The Baby On The Bus)
7. Celui qui tombe des nues (The One Where Ross Finds Out)
8. Celui qui a été très maladroit (The One With The List)
9. Celui qui cassait les radiateurs (The One With Phoebe's Dad)
10. Celui qui se dédouble (The One With Russ)
11. Celui qui n'apprécie pas certains mariages (The One with the Lesbian Wedding)
12. Celui qui retrouve son singe - 1re partie (The One After The Super Bowl - Part 1)
13. Celui qui retrouve son singe - 2e partie (The One After The Super Bowl - Part 2)
14. Celui qui a failli aller au bal de promo (The One With The Prom Video)
15. Celui qui a fait on ne sait quoi avec Rachel (The One Where Ross and Rachel... You Know)
16. Celui qui vit sa vie (The One Where Joey Moves Out)
17. Celui qui remplace celui qui part (The One Where Eddie Moves In)
18. Celui qui disparaît de la série (The One Where Dr. Ramoray Dies)
19. Celui qui ne voulait pas partir (The One Where Eddie Won't Go)
20. Celui qui se met à parler (The One Where Old Yeller Dies)
21. Celui qui affronte les voyous (The One With The Bullies)
22. Celui qui faisait le lien (The One With The Two Parties)
23. Celui qui attrape la varicelle (The One With The Chicken Pox)
24. Celui qui embrassait mal (The One With Barry And Mindy's Wedding)

## Troisième saison (1996-1997)
1. Celui qui rêvait de la princesse Leia (The One With The Princess Leia Fantasy)
2. Celui qui a du mal à se préparer (The One Where No One's Ready)
3. Celui qui avait la technique du câlin (The One With The Jam)
4. Celui qui ne supportait pas les poupées (The One With  The Metaphorical Tunnel)
5. Celui qui bricolait (The One With Frank Jr.)
6. Celui qui se souvient (The One With The Flashback)
7. Celui qui était prof et élève (The One With The Race Car Bed)
8. Celui qui avait pris un coup sur la tête (The One With The Giant Poking Device)
9. Celui pour qui le foot c'est pas le pied (The One With The Football)
10. Celui qui fait démissionner Rachel (The One Where Rachel Quits)
11. Celui qui ne s'y retrouvait plus (The One Where Chandler Can't Remember Which Sister)
12. Celui qui était très jaloux (The One With All The Jealousy)
13. Celui qui persiste et signe (The One Where Monica And Richard Are Just Friends)
14. Celui que les prothèses ne gênaient pas (The One With Phoebe's Ex-Partner)
15. Celui qui vivait mal la rupture (The One Where Ross And Rachel Take A Break)
16. Celui qui a survécu au lendemain (The One The Morning After)
17. Celui qui était laissé pour compte (The One Without The Ski Trip)
18. Celui qui s'auto-hypnotisait (The One With The Hypnosis Tape)
19. Celui qui avait un tee-shirt trop petit (The One With The Tiny T-Shirt)
20. Celui qui courait deux lièvres (The One With The Dollhouse)
21. Celui qui avait un poussin (The One With A Chick And A Duck)
22. Celui qui s'énervait (The One With The Screamer)
23. Celui qui avait un truc dans le dos (The One With Ross's Thing)
24. Celui qui voulait être ultime champion (The One With The Ultimate Fighting Champion)
25. Celui qui allait à la plage (The One At The Beach)

## Quatrième saison (1997-1998)
1. Celui qui soignait les piqûres de méduses (The One With The Jellyfish)
2. Celui qui ne voyait qu'un chat (The One With The Cat)
3. Celui qui avait des menottes (The One With The Cuffs)
4. Celui qui apprenait à danser (The One With The Ballroom Dancing)
5. Celui qui avait une nouvelle copine (The One With Joey's New Girlfriend)
6. Celui qui fréquentait une souillon (The One With The Dirty Girl)
7. Celui qui poussait le bouchon (The One Where Chandler Crosses The Line)
8. Celui qui était dans la caisse (The One With Chandler In A Box)
9. Celui qui savait faire la fête (The One Where They're Going To Party!)
10. Celui qui draguait au large (The One With The Girl From Poughkeepsie)
11. Celui qui posait une question embarrassante (The One With Phoebe's Uterus)
12. Celui qui gagnait les paris (The One With The Embryos)
13. Celui qui se gourait du tout au tout (The One With Rachel's Crush)
14. Celui qui n'avait pas le moral (The One With Joey's Dirty Day)
15. Celui qui jouait au rugby (The One With All The Rugby)
16. Celui qui participait à une fête bidon (The One With The Fake Party)
17. Celui qui avait la chaîne porno (The One With The Free Porn)
18. Celui qui cherche un prénom (The One With Rachel's New Dress)
19. Celui qui faisait de grands projets (The One With All The Haste)
20. Celui qui va se marier (The One With The Wedding Dresses)
21. Celui qui envoie l'invitation (The One With The Invitations)
22. Celui qui était le pire témoin du monde (The One With The Worst Best Man Ever)
23. Celui qui se marie (partie 1) (The One With Ross's Wedding - Part 1)
24. Celui qui se marie (partie 2) (The One With Ross's Wedding - Part 2)

## Cinquième saison (1998-1999)
1. Celui qui avait dit Rachel (The One After Ross Says Rachel)
2. Celui qui embrassait (The One With All The Kissing)
3. Celui qui a des triplés (The One Hundredth)
4. Celui qui accepte l'inacceptable (The One Where Phoebe Hates PBS)
5. Celui qui rate son week-end (The One With The Kips)
6. Celui qui a du mal à se taire (The One With The Yeti)
7. Celui qui emménage (The One Where Ross Moves In)
8. Celui qui avait des souvenirs difficiles à avaler (The One With The Thanksgiving Flashbacks)
9. Celui qui s'était fait piquer son sandwich (The One With Ross's Sandwich)
10. Celui qui avait une sœur un peu spéciale (The One With The Inappropriate Sister)
11. Celui qui prenait de bonnes résolutions (The One With All The Resolutions)
12. Celui qui riait différemment (The One With Chandler's Work Laugh)
13. Celui qui avait un sac (The One With Joey's Bag)
14. Celui qui découvre tout (The One Where Everybody Finds Out)
15. Celui qui prenait des coups (The One With The Girl Who Hits Joey)
16. Celui qui enviait ses amis (The One With The Cop)
17. Celui qui ne savait pas se repérer (The One With Rachel's Inadvertent Kiss)
18. Celui qui se sacrifiait (The One Where Rachel Smokes)
19. Celui qui ne savait pas flirter (The One Where Ross Can't Flirt)
20. Celui qui sauvait des vies (The One With The Ride Along)
21. Celui qui jouait à la balle (The One With The Ball)
22. Celui qui devait casser la baraque (The One With Joey's Big Break)
23. Celui qui était à Las Vegas - 1re partie (The One In Vegas - Part 1)
24. Celui qui était à Las Vegas - 2e partie (The One In Vegas - Part 2)

## Sixième saison (1999-2000)
1. Ceux qui revenaient de Las Vegas (The One After Vegas)
2. Celui qui console Rachel (The One Where Ross Hugs Rachel)
3. Celui qui était de mauvaise foi (The One With Ross's Denial)
4. Celui qui perdait sa belle assurance (The One Where Joey Loses His Insurance)
5. Celui qui avait une belle bagnole (The One With Joey's Porsche)
6. Ceux qui passaient leur dernière nuit (The One On the Last Night)
7. Celui qui avait une jolie colocataire (The One Where Phoebe Runs)
8. Celui qui avait les dents blanches (The One With Ross's Teeth)
9. Celui qui s'était drogué (The One Where Ross Gets High)
10. Celui qui souhaitait la bonne année (The One With the Routine)
11. Celui qui avait le derrière entre deux chaises (The One With the Apothecary Table)
12. Celui qui inventait des histoires (The One With the Joke)
13. Celui qui sortait avec la sœur (The One With Rachel's Sister)
14. Celui qui ne pouvait pas pleurer (The One Where Chandler Can't Cry)
15. Ce qui aurait pu se passer - 1re partie (The One That Could Have Been - Part 1)
16. Ce qui aurait pu se passer - 2e partie (The One That Could Have Been - Part 2)
17. Celui qui avait l'Unagi (The One With the Unagi)
18. Celui qui sortait avec une étudiante (The One Where Ross Dates a Student)
19. Celui qui avait des problèmes de frigo (The One With Joey's Fridge)
20. Celui qui avait une audition (The One With the Mac and C.H.E.E.S.E.)
21. Celui qui rencontrait le père (The One Where Ross Meets Elizabeth's Dad)
22. Celui qui se la jouait grave (The One Where Paul is the Man)
23. Celui qui achetait la bague (The One With the Ring)
24. Celui qui faisait sa demande - 1re partie (The One With the Proposal - Part 1)
25. Celui qui faisait sa demande - 2e partie (The One With the Proposal - Part 2)

## Septième saison (2000-2001)
1. Celui qui croyait faire jeune (The One With Monica's Thunder)
2. Celui qui réglait le mariage (The One With Rachel's Book)
3. Celui qui s'était mal assis (The One With Phoebe's Cookies)
4. Celui qui retrouvait son rôle (The One With Rachel's Assistant)
5. Celui qui avait toujours l'air bizarre (The One With The Engagement Picture)
6. Celui qui aimait les petites siestes (The One With The Nap Partners)
7. Celui qui avait un livre à la bibliothèque (The One With Ross's Library Book)
8. Celui qui n'aimait pas les chiens (The One Where Chandler Doesn't Like Dogs)
9. Celui qui offrait un vélo (The One With All The Candy)
10. Celui qui se déguisait (The One With The Holiday Armadillo)
11. Celui qui aimait les cheesecakes (The One With All The Cheesecakes)
12. Celui qui a passé la nuit debout (The One Where They're Up All Night)
13. Celui qui a vu mourir Rosita (The One Where Rosita Dies)
14. Ceux qui avaient trente ans (The One Where They All Turn Thirty)
15. Celui qui avait un cerveau neuf (The One With Joey's New Brain)
16. Celui qui savait la vérité sur Londres (The One With The Truth About London)
17. Celui qui voyait la robe de mariée (The One With The Cheap Wedding Dress)
18. Celui qui récupérait le prix (The One With Joey's Award)
19. Celui qui avait une jolie cousine (The One With Ross and Monica's Cousin)
20. Celui qui fantasmait sur le baiser (The One With Rachel's Big Kiss)
21. Celui qui écrivait ses vœux (The One With The Vows)
22. Celui qui rencontrait l'auteur de ses jours (The One With Chandler's Dad)
23. Celui qui a épousé Monica - 1re partie (The One With Monica and Chandler's Wedding - Part 1)
24. Celui qui a épousé Monica - 2e partie (The One With Monica and Chandler's Wedding - Part 2)

## Huitième saison (2001-2002)
1. Celui qui venait de dire oui (The One After « I Do »)
2. Celui qui avait un sweat rouge (The One With The Red Sweater)
3. Celui qui découvrait sa paternité (The One Where Rachel Tells...)
4. Celui qui avait une vidéo (The One With The Videotape)
5. Celui qui draguait Rachel (The One With Rachel's Date)
6. Celui qui perturbait Halloween (The One With The Halloween Party)
7. Celui qui voulait garder Rachel (The One With The Stain)
8. Celui qui engageait une strip-teaseuse (The One With The Stripper)
9. Celui qui avait fait courir la rumeur (The One With The Rumor)
10. Celui qui défendait sa sœur (The One With Monica's Boots)
11. Celui qui ne voulait pas aller plus loin (The One With Ross's Step Forward)
12. Celui qui passait une soirée avec Rachel (The One Where Joey Dates Rachel)
13. Celui qui découvrait les joies du bain (The One Where Chandler Takes A Bath)
14. Celui qui découvrait le placard secret (The One With The Secret Closet)
15. Celui qui visionnait la vidéo de l'accouchement (The One With The Birthing Video)
16. Celui qui avouait tout à Rachel (The One Where Joey Tells Rachel)
17. Celui qui voyait dans les feuilles de thé (The One With The Tea Leaves)
18. Celui qui était trop positif (The One In Massapequa)
19. Celui qui se faisait interviewer (The One With Joey's Interview)
20. Celui qui animait un jeu stupide (The One With The Baby Shower)
21. Celui qui passait un entretien d'embauche (The One With The Cooking Class)
22. Celui qui assistait à la première (The One Where Rachel Is Late)
23. Celui qui avait un bébé - 1re partie (The One Where Rachel Has A Baby - Part 1)
24. Celui qui avait un bébé - 2e partie (The One Where Rachel Has A Baby - Part 2)

## Neuvième saison (2002-2003)
1. Celui qui n'avait demandé personne en mariage (The One Where No One Proposes)
2. Celui qui acceptait sa mutation (The One Where Emma Cries)
3. Celui qui allait chez le pédiatre (The One With The Pediatrician)
4. Celui qui regardait des requins (The One With The Sharks)
5. Celui qui avait fumé (The One With Phoebe's Birthday Dinner)
6. Celui qui était le plus drôle (The One With The Male Nanny)
7. Celui qui faisait rire sa fille (The One With Ross's Inappropriate Song)
8. Celui qui était vexé (The One With Rachel's Other Sister)
9. Celui qui n'osait pas dire la vérité (The One With Rachel's Phone Number)
10. Celui qui passait Noël à Tulsa (The One With Christmas in Tulsa)
11. Celui qui ne voulait plus de bébé (The One Where Rachel Goes Back To Work)
12. Celui qui défendait sa nounou (The One With Phoebe's Rats)
13. Celui qui se faisait épiler (The One Where Monica Sings)
14. Celui qui se faisait poser un lapin (The One With The Blind Date)
15. Celui qui se faisait agresser (The One With The Mugging)
16. Celui qui prêtait de l'argent (The One With The Boob Job)
17. Celui qui envoyait des e-mails (The One With The Memorial Service)
18. Celui qui voulait gagner à la loterie (The One With The Lottery)
19. Celui qui piquait dans les hôtels (The One With Rachel's Dream)
20. Celui qui allait à une soirée privée (The One With The Soap Opera Party)
21. Celui qui faisait un test de fécondité (The One With The Fertility Test)
22. Celui qui avait besoin d'un donneur (The One With The Donor)
23. Celui qui allait à la Barbade - 1re partie (The One In Barbados - Part 1)
24. Celui qui allait à la Barbade - 2e partie (The One In Barbados - Part 2)

## Dixième saison (2003-2004)
1. Celui qui n'arrivait pas à se confier (The One After Joey and Rachel Kiss)
2. Celui qui allait très bien (The One Where Ross Is Fine)
3. Celui qui avait décidé de bronzer (The One With Ross's Tan)
4. Celui qui transformait le gâteau d'anniversaire (The One With The Cake)
5. Celui qui écrivait une lettre de recommandation (The One Where Rachel's Sister Baby-sits)
6. Celui qui a failli avoir la subvention (The One With Ross' Grant)
7. Celui qui bluffait l'assistante sociale (The One With The Home Study)
8. Celui qui ratait Thanksgiving (The One With The Late Thanksgiving)
9. Ceux qui rencontraient la mère biologique (The One With The Birth Mother)
10. Celui qui se faisait coincer (The One Where Chandler Gets Caught)
11. Celui qui trahissait le pacte (The One Where The Stripper Cries)
12. Celui qui jouait le rôle du père (The One With Phoebe's Wedding)
13. Celui qui baragouinait (The One Where Joey Speaks French)
14. Celui qui n'aimait pas la maison (The One With The Princess Consuela)
15. Celui qui faisait tout pour retenir Rachel (The One Where Estelle Dies)
16. Celui qui n'aimait pas les adieux (The One With Rachel's Going Away Party)
17. Ceux qui s'en allaient - 1re partie (The Last One - Part 1)
18. Ceux qui s'en allaient - 2e partie (The Last One - Part 2)

## Épisode spécial (2021)
1. Friends : Les Retrouvailles (Friends: The Reunion)[3]